# Deutsches Verpackungsinstitut
Das Deutsche Verpackungsinstitut e.V. (dvi) ist ein gemeinnütziger Verein. Das Institut engagiert sich für die Vernetzung und Entwicklung der Verpackungswirtschaft.

## Zweck
Der Verein vernetzt die Verpackungswirtschaft und die Konsumgüterindustrie und schafft übergreifende Impulse. Das dvi tut dies auf drei verschiedenen Ebenen: Es verbreitet für die Fachwelt und für die breite Öffentlichkeit relevante Informationen, führt Gesprächspartner zusammen, die einander wertvolle und tiefergehende Einblicke (Insights) vermitteln können und macht zukunftsträchtige Prozesse der Verpackungswirtschaft sichtbar, um deren Entwicklung zu fördern.

## Geschichte
Der Verein wurde 1990 von Dieter Berndt (1938–2013) von der Beuth Hochschule für Technik Berlin und Günter Grundke von der Hochschule für Technik, Wirtschaft und Kultur Leipzig gegründet.

## Organisation
Der Verein ist als gemeinnütziger Verein mit Sitz in Berlin organisiert. Sein Vorstand wird aus den Mitgliedern des dvi gewählt. Der Vorstand soll, gemäß seinen Statuten, die Bandbreite der Verpackungswirtschaft widerspiegeln.

## Mitgliederstruktur
Die Mitglieder kommen aus allen Teilbranchen der Verpackungsindustrie, wie z. B. Verpackungsmaschinenbau, Packstoff- und Packmittelherstellung, abpackende Wirtschaft (Markenartikler), Handel, Recycling und Entsorgung. Vereinzelt sind auch Hochschul- und Forschungseinrichtungen Mitglieder.

## Umsetzung
Der Verein setzt seine Ziele unter anderem regelmäßig in folgenden Initiativen um:
- Deutscher Verpackungskongress: Branchen-Gipfel und Netzwerktreffen für Verantwortliche und Entscheider aus Industrie, Handel und Markenartikler
- Dresdner Verpackungstagung: Netzwerk-Treffpunkt und Dialog-Plattform für Entscheider und Projektverantwortliche aus Industrie, Wissenschaft und Forschung
- Tag der Verpackung: Informiert die Öffentlichkeit über die Leistungen der Verpackung und der Verpackungswirtschaft.
- Expertenrunden: Gesprächsrunden zum Austausch fachspezifischer Informationen und zur Bearbeitung von Fragestellungen.
- Verpackungsakademie: Fachspezifische Weiterbildungsinstitution
- Deutscher Verpackungspreis: Prämiert branchen- und materialübergreifend innovative und kreative Verpackungsideen.
- Packvision: Zukunftswettbewerb für neuartige Verpackungskonzepte und richtungsweisende Verpackungsdesigns, die in Kooperation von Unternehmen und Studierenden entstehen.
- to.get.net: Internetbasiertes soziales Netzwerk für die Verpackungswirtschaft
- Packaging Strategies Forum: Strategie-Forum für Firmenlenker der Verpackungswirtschaft mit Fokus auf Maschinenbau und Automatisierung